# Noticiero Extremeño
El Noticiero Extremeño fue un periódico español editado en Badajoz entre 1904 y 1927.

## Historia
El diario fue fundado en 1904, por el periodista Manuel Sánchez Asensio. Mantuvo una línea editorial conservadora. Fueron directores del diario José López Prudencio, luego por Manuel Sánchez Cuesta, Antonio Reyes Huertas, Lucas Sánchez Cuesta, Jesús Rincón, o Francisco Rivas. Sánchez Asensio, procedente del Diario de Cáceres, fue redactor de la publicación y se hizo famoso por sus artículos —que firmaba bajo el pseudónimo de «Kall D'Eron»—.
El diario, considerado por algunos como uno de los periódicos extremeños más importantes de principios del siglo XX, llegó a tener difusión a tener difusión fuera del ámbito extremeño, llegando hasta Sevilla, Salamanca o Madrid. Hacia 1913 tenía una tirada media de 7.000 ejemplares. En 1925 fue adquirido por la Federación provincial de sindicatos católico-agrarios, bajo la dirección de Julio López de la Fuente. Continuaría editándose hasta noviembre de 1927, cuando se fusionó con el Correo de la Mañana para formar el Correo Extremeño.